# SV Rosellen
Der SV 1930 Rosellen e.V. (Kurzform: SV Rosellen, Abkürzung: SVR) ist ein Sportverein im Neusser Süden. Er zählt über 3000 Mitglieder und ist damit der zweitgrößte in Neuss. Am 27. April 1930 zunächst als reiner Fußballverein gegründet, entwickelte sich der SV Rosellen mit der Gründung der Tennisabteilung im Jahr 1974 zu einem Mehrspartenverein.

## Anlage
Die meisten Sportstätten des Vereins liegen auf der Theodor-Klein-Bezirkssportanlage in Rosellen. Hier finden sich ein Fußball-Rasenfeld mit Rundlaufbahn, Hochsprungmatte und Weitsprunggrube ein Kunstrasenplatz, ein Fußball-Tennenfeld und ein Fußball-Kleinspielfeld. Die Anlage verfügt zusätzlich über ein Vereinsheim mit Sanitäranlagen und Gastronomie. Ebenso befinden sich dort acht Tennisplätze samt Tennisheim. Der SV Rosellen benutzt des Weiteren die Sporthalle in Allerheiligen.

## Abteilungen
Der Verein besteht aus sechs Abteilungen: Freizeitsport, Tennis, Fußball, Tischtennis, „SVer fit bis 100“ und „Trendsport“.

### Abteilung Fußball

#### Seniorinnen und Senioren
Der Verein ist bei den Herren mit einer Mannschaft in der Kreisliga A Grevenbroich und Neuss vertreten. Ebenso sind Mannschaften des SV Rosellen in der Kreisliga B und C von Grevenbroich und Neuss gemeldet.
Die Damen spielen in der Niederrheinliga und erreichten in der Spielzeit 2024/25 mit dem fünften Tabellenplatz ihr bisher bestes Ergebnis. 2025 gewannen sie zum vierten Mal in Folge den Kreispokal.

#### Jugend
Der SV 1930 Rosellen e.V. bietet allen fußballbegeisterten Kindern und Jugendlichen – von den Mini-Bambinis (G-Jugend) bis hin zur A-Jugend – die Möglichkeit, aktiv Fußball zu spielen. Aktuell sind über 400 Kinder und Jugendliche in der Fußballjugend des Vereins aktiv.
Mit über 100 aktiven Spielerinnen zählt der SV 1930 Rosellen e.V. zu den größten Förderern des Mädchenfußballs im Rhein-Kreis Neuss.

#### Alte Herren
Die Alte-Herren-Mannschaft des SV Rosellen bietet ehemaligen Aktiven und Fußballfreunden ab 32 Jahren die Möglichkeit, weiterhin regelmäßig zu trainieren und an Freundschaftsspielen oder Turnieren teilzunehmen. Neben dem sportlichen Aspekt stehen hier vor allem die Gemeinschaft und der Spaß am Spiel im Vordergrund.

#### Walking Football
Seit Kurzem bietet der Verein auch eine Walking-Football-Mannschaft an – eine altersgerechte und gesundheitsorientierte Variante des Fußballs, bei der nicht gerannt, sondern nur gegangen wird. Dieses Angebot richtet sich insbesondere an ältere Fußballbegeisterte oder Personen mit körperlichen Einschränkungen, die weiterhin aktiv am Vereinsleben teilnehmen möchten.
Pfingstturnier
Das Pfingstturnier des SV 1930 Rosellen e.V. hat sich seit den 2010er-Jahren zu einer festen Größe im regionalen Jugendfußballkalender entwickelt. Zum Teilnehmerfeld gehören neben Mannschaften aus Deutschland immer auch wieder Teams aus dem europäischen Ausland. Im Jahr 2024 nahmen über vier Tage 171 Mannschaften mit 1900 Fußballerinnen und Fußballern daran teil. Insgesamt strömten rund 5000 Besucherinnen und Besucher auf die Anlage.

### Abteilung Tennis
Die Tennisabteilung des SV Rosellen wurde am 1. Juli 1974 gegründet. Aktuell umfasst sie über 400 Mitglieder. Im Erwachsenen-Bereich stellt sie elf Medenspiel-Mannschaften, von denen die höchstgemeldeten im Sommer in der Bezirksklasse A und im Winter in der Bezirksklasse B spielen. Im Jugend-Bereich stellt sie neun Medenspiel-Teams. Zudem gibt es mit der Rosellener Breitensportmannschaft ein gemischtes Team für Hobbysportlerinnen und -sportler, das jedes Jahr an den Breitensportspielen des Tenniskreises Neuss teilnimmt, und drei Sommer-Mixed-Teams.
Mit rund 200 Anmeldungen pro Jahr organisiert die Abteilung die aktuell größten Tennis-Vereinsmeisterschaften für Erwachsene und Jugendliche im Tenniskreis Neuss. Zudem bietet sie seit fast zwei Jahrzehnten ein kostenloses Jugendtraining für Juniorinnen und Junioren an, an dem nicht nur Vereinsmitglieder, sondern auch Externe teilnehmen können.

### Abteilung Freizeitsport
Die am 4. November 1976 gegründete Abteilung Freizeitsport ist mit mittlerweile rund 2500 aktiven Sportlerinnen und Sportlern die größte Abteilung des SV Rosellen und bietet über 34 verschiedene Sportarten an, darunter Mannschaftssportarten wie Basketball oder Volleyball. Ebenfalls verfügt die Abteilung über eine große Auswahl an Fitness- und Gesundheitssportgruppen sowie ein Angebot von Kampfsportarten. Besonderen Fokus legt die Abteilung auf den Kinder- und Jugendsport. So findet sich im Angebot des Vereins eine große Auswahl an Erlebnisturn- und Eltern-Kind-Gruppen.

#### Rope Skipping
Rope Skipping wird im SV Rosellen wettkampforientiert betrieben. Ein Hauptaugenmerk wird im SV Rosellen auf die Jugendförderung gelegt. Eine Auswahl des Vereins nahm 2023 beim Bundeswettkampf des Deutschen Turner-Bundes in Müllheim teil. 2025 gelang der größte Erfolg, als sich ein Team in den Disziplinen Double Dutch Speed Relay und im 4er-Team-Freestyle für das Open Tournament und in den Disziplinen Double Under Relay sowie Pair Freestyle für die Weltmeisterschaft in Japan qualifizieren konnte.

#### Leistungsturnen
Der Fachbereich Leistungsturnen bietet sowohl Gerät- als auch Trampolinturnen an. Er richtete 2022 den alljährlichen Wahlvierkampf des Turnverbandes Düsseldorf aus. Seit Dezember 2022 existiert eine Cheerleading-Gruppe.

#### Sportabzeichen
Hauptartikel: Sportabzeichen
Der SV Rosellen bietet alljährlich von Anfang Mai bis Ende September die Abnahme des Sportabzeichens des DOSB auf der Theodor-Klein-Bezirkssportanlage an.

#### Volleyball
Im SV Rosellen sind ca. 150 Volleyballerinnen und Volleyballer in drei Erwachsenen-, fünf Jugend- und zwei Mixed-Mannschaften aktiv.

### Abteilung Tischtennis
Die Abteilung Tischtennis umfasst ungefähr 60 Mitglieder. Seit der Saison 2022/23 arbeitet die Tischtennisabteilung des SV Rosellen mit dem TTC Nievenheim und dem TTC Dormagen zusammen, um gemeinsam die Jugendarbeit im Rhein-Kreis Neuss zu verbessern. Für diese Kooperation erhielt die Jugendabteilung des SV Rosellen 2023 den WWTV-Award des Westdeutschen Tischtennisverbandes.

### Abteilung SVer fit bis 100
Die Abteilung „SVer fit bis 100“ bietet ein gemischtes Angebot zur Verbesserung der Beweglichkeit, der Konzentration sowie der Merkfähigkeit für alle Mitglieder ab 50 Jahren an.

### Abteilung Trendsport
Die jüngste Abteilung des SV Rosellen wurde am 10. August 2023 gegründet und umfasst 30 Mitglieder. Derzeit konzentriert sich das Angebot vollständig auf die Sportart Darts. Der Einstieg in den offiziellen Ligabetrieb ist für das Jahr 2025 vorgesehen.

## Rosellener Abendlauf
Seit dem Jahr 2022 veranstaltet der SV Rosellen den vormals vom ASC Rosellen veranstalteten Abendlauf, nachdem sich der ASC im Jahr 2021 aufgelöst hatte. Der Abendlauf findet traditionell im Mai statt, der nächste Lauf wird am 12. Mai 2023 stattfinden. Im Rahmen des Abendlaufes werden Bambini- und Schülerläufe sowie ein 5- und ein 10-Kilometer-Lauf angeboten. Der Rosellener Abendlauf zählt zu den größten Laufveranstaltungen im Rhein-Kreis Neuss.